# Tetanocera ferruginea
Tetanocera ferruginea är en tvåvingeart som beskrevs av Carl Fredrik Fallén 1820. Tetanocera ferruginea ingår i släktet Tetanocera, och familjen kärrflugor. Arten är reproducerande i Sverige.